# Carl Hardtmuth
Carl (Karl) Ignaz šlechtic von Hardtmuth (11. března 1804 Vídeň – 19. září 1881 Grünau im Almtal) byl rakouský a český podnikatel a politik německé národnosti, ředitel českobudějovické firmy L&C Hardtmuth (dnes Koh-i-noor Hardtmuth), v 60. letech 19. století poslanec Českého zemského sněmu.

## Biografie
Vystudoval vídeňskou polytechniku. Jako druhý syn zakladatele firmy Koh-i-noor Hardtmuth Josefa Hardtmutha převzal vedení rodinných podniků. Vedení firmy na něj a staršího bratra Ludwiga (1800–1861) přešlo roku 1828, kdy zemřela matka Elisabeth Marchandová, rozená Kisslerová. Ta po smrti zakladatele továrnu po jistou dobu řídila. Fakticky pak Carl vedl podnik sám, protože Ludwig věnoval více času cestování a soustřeďoval se na své umělecké záliby.
Ve vedení firmy uplatnil své technické vzdělání. Z obchodních důvodů (blízkost surovin a dopravní spojení) se rozhodl roku 1846 sídlo podniku přeložit do Českých Budějovic. Nový tovární areál byl dokončen roku 1848. K jím zavedeným technickým inovacím patřil vynález „českého mlýnu grafitového“, který umožňoval využít krystalický grafit namísto dosud používaného amorfního a podle složení směsi určovat tvrdost výsledných tuh. Zavedl rovněž sedmnáctistupňovou tvrdostní škálu, kerá se využívá k označení tvrdosti tužek.
Carl Hartmuth zastával progresivní metody řízení, včetně založení podnikové nemocenské pokladny pro své zaměstnance. Angažoval se v budějovické obchodní komoře, jíž v 60. letech 19. století i předsedal. Při jednání o uzákonění maximální dvanáctihodinové pracovní doby se neúspěšně přimlouval na ministerstvu za snížení limitu na 11 hodin. 
Kromě továrny na tužky bratři Ludwig a Carl Hardtmuthové vedli továrnu na kameninu a porcelán, rovněž pod značkou L&C Hardtmuth.

### Rodina
S manželkou Friederikou (1800–1833), rozenou Šlechtovou ze Všehrd, měl pět dětí.
Syn Franz von Hardtmuth (1832–1896) od roku 1852 pomáhal při řízení továrny, roku 1854 se stal společníkem firmy a po roce 1881 jejím jediným majitelem.Absolvoval polytechnický institut ve Vídni, v Anglii studoval strojní zařízení. Po návratu navrhoval různé tužkářské stroje. Oženil se s Mathildou Mayerovou (1842–1901).

### Politika
Po obnovení ústavního života počátkem 60. let 19. století se Carl krátce zapojil i do zemské politiky. V zemských volbách v Čechách v roce 1861 byl zvolen v kurii obchodních a živnostenských komor (obvod České Budějovice) do Českého zemského sněmu.
Carl Hardtmuth získal 9. května 1848 občanské právo v Českých Budějovicích, kde se zařadil mezi nejvýznamnější a nejvlivnější měšťany. Roku 1863 mu byl ve Vídni udělen Řád Františka Josefa a 27. října 1873 ho císař vlastnoručně psaným listem povýšil na dědičného šlechtice. Roku 1878 byl mu také propůjčen Řád čestné legie (rytířský kříž). Zemřel roku 1881 při honu v okolí hornorakouského Grünau im Almtal, když se na něj zřítila skála.